# Refuge du Requin
Das Refuge du Requin ist eine Schutzhütte der Sektion Chamonix-Mont-Blanc des Club Alpin Français, die sich in Frankreich im Département Haute-Savoie in der Region Auvergne-Rhône-Alpes befindet. Die Mauern der Hütte wurden aus Steinen errichtet. Sie befindet sich auf einem Felsplateau nordwestlich des Glacier du Tacul (einem Gletscher) am Fuß des Dent du Requin, der ihr seinen Namen gab.

## Zugang
Die Schutzhütte ist von Montenvers aus über das Eismeer und den Glacier du Tacul und dann über Leitern zu erreichen. Sie können auch bergab von der Aiguille du Midi durch das Vallée Blanche fahren.